# 惡魔城 The Bloodletting
《惡魔城 The Bloodletting》是由科樂美開發的平台動作遊戲。這是在Sega 32X上的第一作。因Sega 32X銷量欠佳而中止開發，並使用本作部分素材轉為開發《惡魔城X 月下夜想曲》。

## 劇情
（總結截至中止開發前的背景資料）

本作發生於《惡魔城X 血之輪迴》完結後。於前作遭德古拉綁架的瑪莉亞·里納德已長大成人，與此同時身上有莫理斯一族特徵的吸血鬼獵人也出現，並且要與貝爾蒙多一族的里希達·貝爾蒙多展開競爭。

## 角色
（截至中止開發前科樂美集團所公佈的角色）

- 希達·貝爾蒙多

貝爾蒙多一族的末裔，能夠解放副武器的秘密力量─副武器粉碎。此角色模組作局部修改後成為《惡魔城X 月下夜想曲》的頭目角色偽拉爾夫。
- 瑪莉亞·納德

於《惡魔城X 血之輪迴》遭德古拉綁架，現具有操控東方四聖獸的特殊力量，於本作以長大後姿態出現，本作部分資料用於《惡魔城X 月下夜想曲》。
- 競爭對手

與貝爾蒙多一族競爭的吸血鬼獵人，身上有莫理斯一族特徵。此角色直到科樂美集團決定中止開發後也沒有任何正式名字。此角色模組作局部修改後成為《惡魔城X 月下夜想曲》的里希達·貝爾蒙多。
- 德古拉

支配邪惡與黑暗的魔王，與貝爾蒙多一族多次死鬥的宿敵。